# Acropsilus igori
Acropsilus igori är en tvåvingeart som beskrevs av Negrobov 1984. Acropsilus igori ingår i släktet Acropsilus och familjen styltflugor.
Artens utbredningsområde är Tadzjikistan. Inga underarter finns listade i Catalogue of Life.